# Acaudaleyrodes ebeni
Acaudaleyrodes ebeni là một loài côn trùng cánh nửa trong họ Aleyrodidae, phân họ Aleyrodinae.
Acaudaleyrodes ebeni được Manzari & Alemansoor miêu tả khoa học đầu tiên năm 2005.